# دار كليب
دار كليب قرية بحرينية تقع  في المنطقة الغربية ويحدها من الشمال شهركان ومن الشرق مدينة حمد ومن الغرب الساحل الغربي وهي تبتعد عن المنامة العاصمة 25 كيلومترا، كما تقع على بعد ثلاثة أميال غربي جبل الدخان.

## التاريخ
يذكر المؤرخون أن كليب بن وائل تمكن من خلع (حجر بن أسعد) أمير (كندة) وبسط نفوذه على نجد وأقاليم البحرين، وتوجت القبائل العدنانية كليب من وائل على هذه الأقاليم، ومنا هنا استمدت داركليب اسمها من اسم كليب بن وائل، ويؤكد صاحب كتاب (العقد اللآل في تاريخ أوال) أن اسمها يدل على أنها كانت مضيفا لكليب الفارس. كذلك اشتهرت بوجود مزارين وهما مزار الشيخ محمد بن محسن ومزار الشيخ حمزة بن محمد.
ولم يغفل الشعراء قرية داركليب، مما يعطي دلالة على أن أصل الاسم عربي، منذ قديم الزمان، فها هو أحد الشعراء الجاهليين(مجهول الاسم) يتغنى بذكرها وبذكر البحرين قائلا:
يا بني البحرين هبوا للعلا ... وأرفعوا ارؤسكم بين الملا
لكم العلياء كانت أولا ... فاعيدوها اليكم من جديد
نحن عبد القيس معروف النسب ... ولنا القدح المعلا في الحسب
سائلوا عنا تواريخ العرب ... كم لنا فيه من الذكر المجيد
أو ليست دارنا (دار كليب)... ذو الحما وهو أبونا دون ريب
نسب زاكي سما عن كل عيب... طارف المجد حواه والتليد

## الحرف والصناعات
وقد اشتهرت (داركليب) ببعض الآثار، وبعض الصناعات مثل الجص، والنسيج، كما كانت البساتين تحيط بها والعيون تنبع من أرضها ومن أشهر تلك العيون:
- عين كركوك
- عين أم حجير
- وعين أم مناعان
- عين الكويكب
- عين الديوان
- عين النسوان

## سبب التسمية
تتباين الآراء وتختلف حول أصل تسمية داركليب، ويجد الباحث أمامه العديد من وجهات النظر المتعددة التي يكون بعضها غامضا وغير واضح، وبعضها الآخر غير معزيٍ إلى مصدر أو مرجع محدد ، فالرائع الشائع والغالب على ألسنة أهل القرية وكبار السن، هو أن اسم قرية داركليب قد اكتسب من اسم رجل غير مغروف يدعى (كليبا)، كما أن هناك رأي ثان وهو أن (كليب) هو عالم جليل بنى له دار في المنطقة وسميت الدار باسمه بعد أن أخذ يقصده الناس إليها، ويرى أخرون أن (كليبا) هو ذلك الرجل العربي المشهور (كليب بن وائل بن ربيعة التغلبي) وهو سيد بني ربيعة في الجاهلية، الذي أضرم نار حرب البسوس  وقد أيد الدكتور علي محمد العصفور هذا الرأي الذي يرى أن (داركليب) سميت بذلك لأن كليبا المذكور اتخذها دارا له ومسكنا ومدفنا.
وعلى الرغم من صعوبة تغليب رأي على آخر، نظرا لعدم توفر الدليل الواضح إلا أن الباحث يميل إلى الرأي الثالث الذي يشير إليه الدكتور العصفور، حيث يرى أن اسم (داركليب) قد جاء من اسم القائد العربي (كليب بن وائل التغلبي) الذي استوطنها واتخذها دارا ومسكنا له وذلك لوجود حدث تاريخي يستطيع الباحث أن يبني عليه رأيًا محددا، وهي تلك الحادثة التي تروي  أن (كليب بن وائل) قد استطاع أن يهزم أمير كندة (حجر بن أسعد)، ومن ثم توجته القبائل العربية القحطانية أميرًا على نجد وأقاليم البحرين الشاسعة التي استوطن أحدها، وكانت في المنطقة المعروفة الآن بداركليب التي سُمّيت باسمه، وهذا الرابط التاريخي في اعتقاد الباحث هو الرابط.